# Jan Erik Humlekjær
Jan Erik Humlekjær (* 30. September 1946 in Fredrikstad, Østfold) ist ein norwegischer Bogenschütze.
Humlekjær, der für die Fredrikstad Bueskyttere startete, nahm an zwei Olympischen Spielen teil; 1972 in München beendete er den Wettkampf im Bogenschießen auf Rang 32; 1976 in Montréal kam er auf Platz 24.
Er betreibt eine Firma für Bogenschießen in Gressvik.